# Joe Jacobi
Joseph Bennet „Joe“ Jacobi (* 26. září 1969 Washington, D.C.) je bývalý americký vodní slalomář, kanoista závodící v kategorii C2.
Na Letních olympijských hrách 1992 v Barceloně získal v lodi se Scottem Strausbaughem zlatou medaili v závodě C2. Startoval také na LOH 2004 v Athénách, kde s Mattem Taylorem dojel na osmém místě.
Je židovského původu.